# Kanie, Aichi
Kanie (japanska: 蟹江町?, Kanie-chō) är en landskommun i Aichi prefektur i Japan. Kommunen ligger cirka 12 km sydväst om centrala Nagoya.